# Perniciacum
Perniciacum of Pernaco, waarschijnlijk het hedendaagse Braives, was een Romeinse nederzetting (vicus) in de provincie Neder-Germanië (Germania Inferior). Perniciacum staat als Pernaco vermeld op de Peutingerkaart (Tabula Peutingeriana) tussen Atuatuca Tungrorum (Tongeren) en Geminicum (Liberchies?) en als Pernacum in de Romeinse reisgids Itinerarium Antonini.

## Geschiedenis
In 10 v.Chr. liet keizer Augustus een heerweg van Oppidum Ubiorum, het latere Colonia Claudia Ara Agrippinensium (Keulen) naar Bagacum Nerviorum (Bavay) aanleggen. Aan deze weg ontstonden verschillende nederzettingen. Perniciacum werd waarschijnlijk aan het begin van de 1e eeuw gesticht en groeide uit tot een welvarende nederzetting met stenen huizen. In de 3e eeuw werd een kleine versterking (castellum) gebouwd met een brede aarden wal met houten palissadewanden en omgeven door een V-gracht. Rond 310 werd het fort in verband met de toenemende Germaanse invallen versterkt. De houten wal werd in steen herbouwd.
In de jaren 60 werden in Braives een pakhuis met 400 kruiken (amphorae) en het fort opgegraven.